# Tatlıkaynak, Bitlis
Tatlıkaynak là một xã thuộc thành phố Bitlis, tỉnh Bitlis, Thổ Nhĩ Kỳ. Dân số thời điểm năm 2011 là 325 người.